# Balched, Yadgir
Balched là một làng thuộc tehsil Yadgir, huyện Gulbarga, bang Karnataka, Ấn Độ.